# Erin Morgenstern
Erin Morgenstern, född 8 juli 1978 i Marshfield, Massachusetts, är en amerikansk författare och multimediakonstnär. Hon är mest känd för att ha skrivit fantasy-romanen Nattens cirkus som har belönats med Locuspriset och sålts i tre miljoner exemplar världen över.